# Al-Mamún de Toledo
Yahya ibn Ismail al-Mamun o Yahya ben Ismael ben-Dylinun (antes de 1043-Córdoba, junio de 1075), conocido como Al-Mamún de Toledo, fue rey de la Taifa de Toledo entre 1043 y 1075, tras suceder a su padre  Ismaíl al-Záfir. Pertenecía a la dinastía Banu Di-l-Nun.

## Biografía
Yahya Al-Mamún, era hijo de Ismaíl al-Záfir, rey de la taifa de Toledo desde 1032. Tras la muerte de su padre, le sucedió pese a la oposición de uno de sus hermanos. Durante su reinado peleó por mantener la independencia de su taifa, tal y como había hecho su padre.
En 1062 juró vasallaje al rey Fernando I de León, lo que no evitó que prestara apoyo militar a su yerno Abd al-Aziz ibn Amir en Valencia, cuando el rey leonés sitió la ciudad. Cuando Fernando I se vio obligado a levantar el sitio al caer enfermo, Al-Mamún aprovechó la coyuntura para hacerse con la Taifa de Valencia, que desde entonces pasó a formar parte de la toledana.
También intentó hacerse con la Taifa de Córdoba en 1069, aunque fracasó al recibir la antigua capital califal la ayuda del rey de la Sevilla, Al-Mu'tamid.
En 1072 acogió en la corte toledana a Alfonso VI cuando este perdió el trono leonés a manos de su hermano Sancho II.  Se inició entonces entre ambos una gran amistad y Al-Mamún sería, desde entonces y hasta su muerte, aliado de Alfonso VI en todas las operaciones militares que llevó a cabo el rey leonés. En 1085, Alfonso VI conquistó Toledo y, según fuentes árabes, esto fue gracias a su destierro en la ciudad que le permitió conocer bien el terreno y sus puntos débiles.
En 1074 Al-Mamún logró conquistar Córdoba, ciudad donde fallecería envenenado en junio de 1075. Fue sucedido por su nieto Al-Cádir como rey de la taifa de Toledo.
Su hijo Abu Nasr al-Fath al-Ma'mun, rey de la taifa de Córdoba, estuvo casado con Zaida que posteriormente se convertiría al cristianismo y de cuya unión con Alfonso VI de León nacería Sancho Alfónsez, el único hijo varón que tuvo el rey pero que no llegaría a reinar debido a su muerte en la batalla de Uclés.

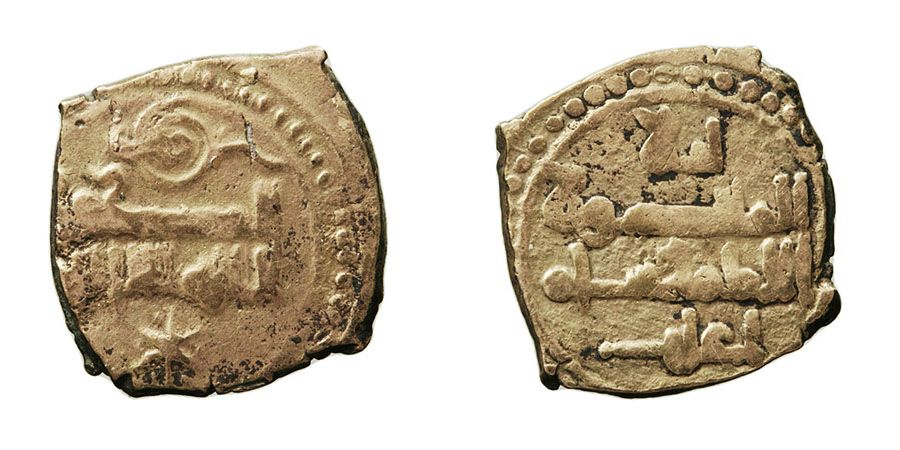
Fracción de dinar de la Taifa de Toledo y Valencia bajo el reinado de Al-Mamún.

Se duda si Casilda de Toledo, conmemorada el 9 de abril como santa católica, pudo ser su hermana o hija, que convertida al cristianismo tras una curación milagrosa en las aguas de San Vicente, se retiró como solitaria como eremita cristiana está enterrada en Salinillas de Bureba.